# Mine d'or de Lauriéras
La mine d'or de Laurièras est une ancienne mine de la commune de Saint-Yrieix-la-Perche (Haute-Vienne), dont l'exploitation a cessé en 2001. On en a extrait jusqu'à quatre tonnes d'or par an[réf. nécessaire]. Cette mine a fait l'objet en 1996 d'une émission de la série documentaire C'est pas sorcier.